# عائلة مانغيشكار
عائلة مانغيشكار  هي عائلة فنية هندية عريقة، ينحدر أفرادها من جهة الأب من ولاية ماهاراشترا أما الأغلبية فتنحدر من أصول غوجاراتية من جانب الأمهات. بزغت شهرة الأسرة في صناعة السينما الهندية من خلال عملهم في الغناء أو التلحين الموسيقي لأربعة أجيال.[بحاجة لمصدر]

## أفراد عائلة مانغيشكار

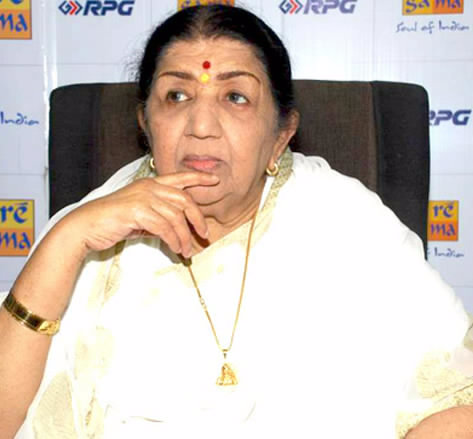
لاتا مانغيشكار
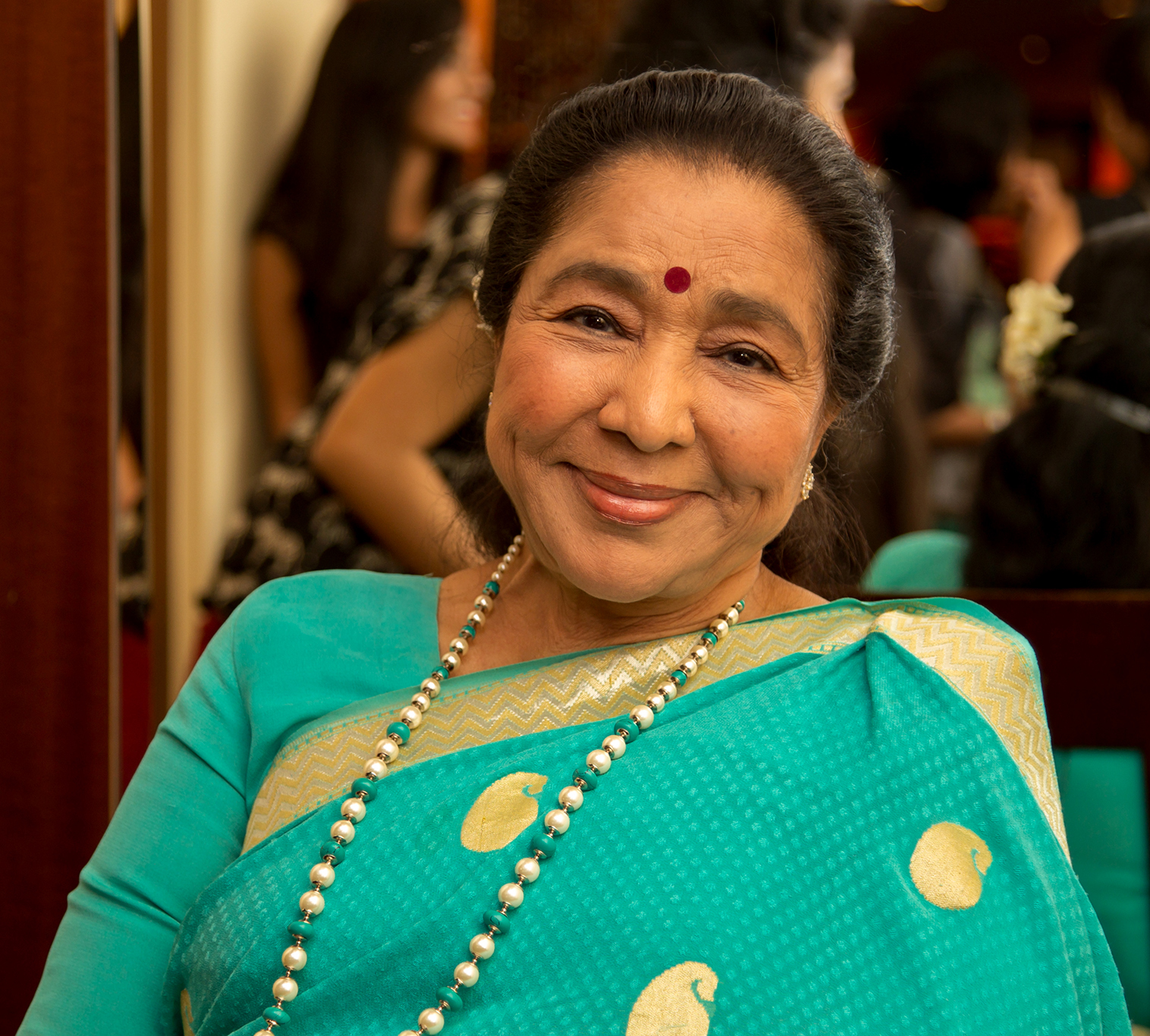
آشا بهوسل
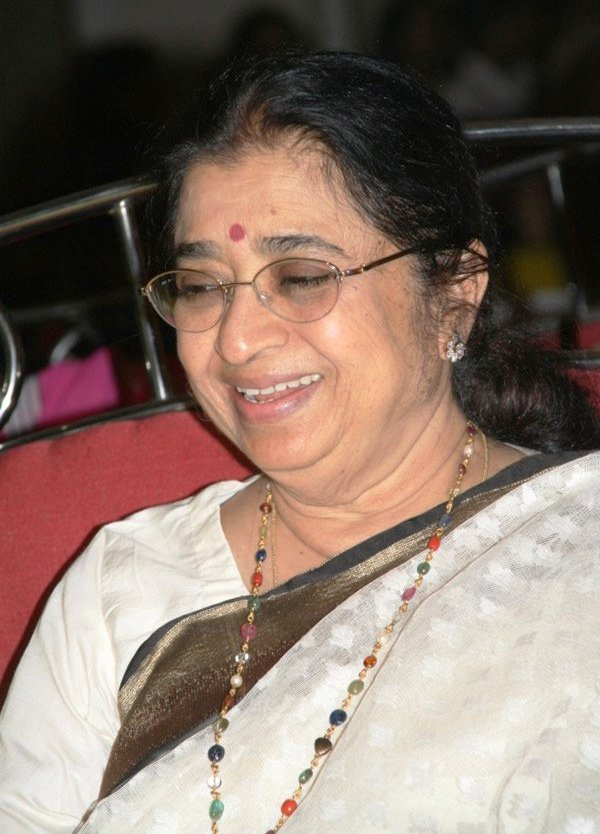
أوشا مانغيشكار
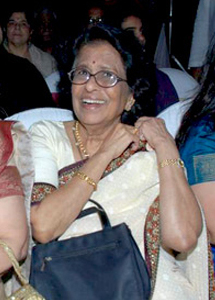
ميينا كاديكار
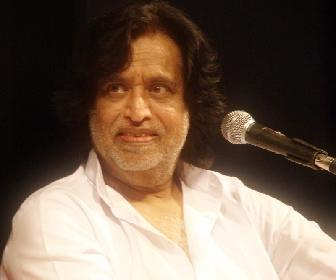
هريداينات مانغيشكار

## نظرة عامة

### لاتا مانغيشكار
هي واحدة من أطول وأكثر المطربين شهرة واحتراما في الهند، تكريما لها خلد اسمها بجائزة جائزة لاتا مانغيشكار الوطنية من الحكومة الهندية.